# Antonio Loddo
Antonio Loddo detto Tonino (Lanusei, 21 ottobre 1950) è un politico, giornalista e scrittore italiano.

## Biografia
Laureato in filosofia all'Università di Cagliari, è stato docente e preside negli istituti di Lanusei, diventando nel 2007 dirigente tecnico con funzioni ispettive all'Ufficio scolastico regionale della Sardegna, incarico lasciato nel 2009 per essere collocato in quiescenza.

### Attività istituzionale e politica
Nell'isola, dal 1975 al 1980 è inizialmente consigliere comunale nel paese natale di Lanusei, per poi passare nel quinquennio successivo nel consiglio di Ilbono, dove assume la carica di vicesindaco. Nel 1994 viene eletto Consigliere Regionale in Sardegna per la XI legislatura nel collegio provinciale di Nuoro con 1795 voti di preferenza col Patto Segni; nel 1995 ne diventa coordinatore regionale, carica che conserverà per due anni. Nel 1998-99 diventa Assessore agli Affari Generali della Giunta presieduta da Federico Palomba, dopo aver declinato il medesimo incarico nel 1996 in quanto il Patto Segni aveva dichiarato l'incompatibilità degli incarichi tra membri della Giunta e membri del Consiglio. Viene nuovamente eletto Consigliere Regionale nella XII legislatura, sempre nello stesso collegio con 2.396 voti di preferenza, per I Democratici.
Nel 2000 lascia gli incarichi regionali essendo stato eletto alla Camera dei deputati nella XIII Legislatura per L'Ulivo, con 12.792 voti pari al 45,29%, nelle elezioni suppletive indette per la sostituzione del deputato Giovanni De Murtas, deceduto in un incidente stradale. Aderisce al gruppo de I Democratici e partecipa alle Commissioni Lavoro e Cultura. Nel 2001 viene nuovamente eletto deputato nel collegio uninominale dell'Ogliastra nella XIV legislatura, per L'Ulivo, con 29.560 voti pari al 49,1%. Partecipa alle Delegazione dell'Iniziativa Centro Europea ed alle Commissioni Difesa e Politiche Comunitarie. Aderisce al gruppo de La Margherita, della quale è stato anche Coordinatore Regionale provvisorio nel 2002-03.
Nel 2005 viene eletto sindaco del neo-capoluogo di provincia Lanusei, alla guida di una coalizione di centrosinistra composta da DS, Margherita, PRC, SDI e UDEUR; si dimette dall'incarico il 18 ottobre 2006.

### Attività pubblicistica
Iscritto all'Ordine professionale dei giornalisti come pubblicista dal 1989, nel 1973 è stato fondatore e direttore del periodico Ogliastracome, collaboratore di Tuttoquotidiano (1974-75), dal 1998 direttore del periodico Studi ogliastrini. Cultura e società, già della Zonza Editori ed attualmente della Grafica del Parteolla, e dal 1982 vicedirettore e poi direttore (2015-2018) del mensile L'Ogliastra. Studioso di storia sarda ed in particolare della storia d'Ogliastra, è autore di diverse opere di storia locale, delle presentazioni a diversi volumi di Tonino Serra, Giulio Mameli, Tonio Dei ed ai cataloghi delle mostre di pittura di Anna Usai, Antonio Aregoni e Franco Ferrai.

## Opere
- Il movimento cattolico in Ogliastra (1872-1969), Edizioni della Torre, Cagliari 1993.
- Ogliastra 1981-1991, Edizioni della Torre, Cagliari 1996.
- Bibliografia ogliastrina, EDES, Sassari 1997;
- Agostina Demuro, EDES, Sassari 1997;
- Chiese ed arte sacra in Sardegna. Diocesi di Lanusei, Zonza Editori, Cagliari 1999.
- Franco Ferrai, Zonza Editori, Cagliari 2006.
- Flavio Cocco. Inediti, saggi, testimonianze, Zonza Editori, Cagliari 2007.
- Giovanni Usai. Un poeta neoclassico nel Novecento, Grafica del Parteolla, Dolianova 2008.
- Ilbono. Oltre la memoria, vol. I, Domus de Janas Editore, Cagliari-Selargius 2009.
- Domenico Aresu. A Martyr Without an altar, Alderete ed., Manila 2016.
- La piccola sposa. Vita e scritti di Amalia Usai, Edizioni L'Ogliastra, Lanusei 2019.

come curatore
- Studi in onore di mons. Antioco Piseddu, Zonza Editori, Cagliari 2002.
- Lanusei, Zonza Editori, Cagliari 2006.
- Arbatax. La cultura, la storia, Carlo Delfino Editore, Sassari 2009.
- Filiberto Farci. Gioele Flores e altri racconti, Domus de Janas Editore, Cagliari-Selargius 2010;
- Mons. Antioco Piseddu. Profilo di un pastore, Grafica del Parteolla, Dolianova 2014.
- Bari Sardo. Un mare di tradizioni, Grafica del Parteolla, Dolianova 2017.
- Storie di ordinaria misericordia. Edizioni L'Ogliastra, Lanusei 2019.

come traduttore
- Ludovic Legré, Ogliastra 1879. Memorie d'un cacciatore marsigliese, Zonza Editori, Cagliari 2002
(titolo originale: La Sardaigne.Impressions de voyage d'un chasseur marseillais, Typographie E. Jouve, Marseille 1881).
- Félix Despine, Ricordi di Sardegna. Un anno a Cuglieri e dintorni, Domus de Janas Editore, Cagliari Selargius 2010.
(titolo originale: Souvenirs de Sardaigne, Baratier et Dardelet, Grenoble 1881).

come saggista
- Diocesi di Lanusei in AA.VV., I 120 anni dell'Azione Cattolica in Sardegna, Roma 1995.
- Società operaie, cooperazione e credito in Jerzu nei primi decenni del Novecento, in F. Delussu  (a cura di), Il can. Vincenzo Maria Carta, Cagliari 1996.
- Topònimi del Comune di Ilbono, in “Quaderni Bolotanesi”, 24 (1998), pagg. 317-339.
- Marchi degli antichi argentieri sardi in Ogliastra, in “Studi ogliastrini”, 5 (1999), pagg. 51-72.
- Lanusei nella crisi di fine Ottocento, in ib., 6 (2001), pagg. 31-52.
- Ludovic Legré. L'uomo e l'opera. Il viaggio in Sardegna, in Ludovic Legré, Ogliastra 1879. Memorie d'un cacciatore marsigliese, Zonza Editori, Cagliari 2002 pagg. 9-35.
- Il clero ogliastrino nel secondo decennio dell'Ottocento in alcuni documenti inediti, in “Studi ogliastrini”, 8 (2004), pagg. 47-66.
- Ilbono, in AA. VV., Ogliastra. I paesi, Zonza Editori, Sestu 2005, pagg. 63-68.
- Una mitica tipografia, in T. Loddo (a cura di), Lanusei, Zonza Editori, Cagliari 2006, pagg. 87-96
- La Chiesa e le chiese, in ib.., pagg. 101-114
- I tanti scritti su Lanusei, in ib.,  pagg. 153-157
- Marcello Cossu. Scrittore maledetto, in “Studi ogliastrini”, 8(2008), pagg. 43-51
- Dalle chiudende alla crisi del pastoralismo, in AA. VV., Ogliastra. Storia e società, Zonza Editori, Cagliari 2008, pagg. 136-166
- Ogliastra, in M. Brigaglia, S. Tola, Dizionario storico-geografico dei Comuni della Sardegna, vol. 3, Carlo Delfino Editore, Sassari 2008, pagg. 1205-1210
- Osini, in ib., vol. 4, pagg. 1380-1383
- Villaputzu, in ib., vol. 4, pagg. 2214-2218
- Filiberto Farci. Note per un profilo, in T. Loddo - A. Carta (a cura di), Filiberto Farci. Gioele Flores e altri racconti, Domus de Janas Editore, Cagliari-Selargius 2010, pagg. 13-53
- Filiberto Farci e le polemiche sul socialsardismo, in "Studi Ogliastrini", 10 (2011), pagg. 45-57
- L'inquieta Sardegna di Berto Cara, in "Studi ogliastrini", 11(2013), pagg. 53-70
- La narrativa e la poesia, in AA. VV., Ogliastra. Cultura, archeologia e arte, Arkadia, Cagliari 2013, pagg. 35-56
- L'arte, in AA. VV., Ogliastra. Cultura, archeologia e arte, Arkadia, Cagliari 2013, pagg. 121-158
- Mons. Antioco Piseddu. Profilo di un pastore, in T. Loddo (a cura di), Mons. Antioco Piseddu. Profilo di un pastore, Grafica del Parteolla, Dolianova 2014, pagg. 9-56
- Zelus domus tuae. Un programma di edificazione di chiese, in T. Loddo (a cura di), Mons. Antioco Piseddu. Profilo di un pastore, Grafica del Parteolla, Dolianova 2014, pagg. 185-192
- Un martire senza altare. Giovanni Domenico Aresu, gesuita terteniese (XVII sec.), in "Studi Ogliastrini", 12 (2015), pagg. 39-66
- Via Pulchritudinis. Un percorso pastorale, in I. Ferreli (a cura di), Divina quae pulchra. Scritti di estetica e teologia offerti ad Antioco Piseddu, PFTS University Press, Cagliari 2016, pagg. 95-116
- Uno splendore di chiesa, in T. Loddo (a cura di), Bari Sardo. Un mare di tradizioni, Grafica del Parteolla, Dolianova 2017, pagg. 95-1178
- Una vita oltre le sbarre delle Nuove. Suor Giuseppina Demuru, fdc, in "Studi Ogliastrini", 13 (2017), pagg. 83-135
- Ομόνοια. Cuglieri e il Seminario, in T. Cabizzosu, D. Vinci (a cura di), Fare teologia in Sardegna. Per i 90 anni della Facoltà Teologica in Sardegna,  PFTS University Press, Cagliari 2017, pagg. 227-276.
- Romolo Riccardo Lecis. Ideologia e opere di un intellettuale militante, in "Studi Ogliastrini", 14 (2018), pagg. 35-68
- Le presunte origini ogliastrine di Eva Calvino Mameli, in "Studi Ogliastrini", 14 (2018), pagg. 135-156 (con R. Virdis)
- Giulio Lorrai. Cultura, pedagogia e istruzione pubblica in Ogliastra tra Otto e Novecento, in "Studi Ogliastrini", 15 (2019), pagg. 83-116.
- Il Convento degli Agostiniani di Tortolì. L'incameramento di beni e censi, e la chiusura (1855-60),  in "Studi Ogliastrini", 16 (2020), pagg. 75-112.
- Il Convento dei Minori Osservanti di Lanusei. Fondazione, composizione della comunità e serie storica dei guardiani, in "Studi Ogliastrini", 17 (2021), pagg. 83-138.
- Antonio Giua e "Il Corriere dell'Isola". Un uomo probo e un giornale allo sbando (1907-1917), in "Studi Ogliastrini", 18 (2022), pp- 31-170.